# FC Oţelul Galaţi
Oţelul Galaţi  je rumunjski nogometni klub. Klub se trenutno natječe u elitnom razredu rumunjskog nogometa - Ligi I.
FC Otelul prvi put ulazi u prvu ligu godine 1986., a već u sezoni 1988/89 nastupa u UEFA kupu, te u prvoj utakmici pobjeđuju talijanski Juventus s 1:0 (drugu su izgubili 5:0).

## Poznati igrači
- Mihai Guriţă
- Viorel Ion
- Florin Cernat
- Sorin Ghionea
- Cornel Cernea
- Gabriel Boştină
- Cătălin Tofan
- Marius Stan
- Ion Profir